# Halifax Challenger 1992
L'Halifax Challenger 1992 è stato un torneo di tennis facente parte della categoria ATP Challenger Series nell'ambito dell'ATP Challenger Series 1992. Il torneo si è giocato a Halifax in Canada dal 9 al 15 novembre 1992 su campi in cemento.

## Vincitori

### Singolare
Sébastien Lareau ha battuto in finale  David Kass con il punteggio di 7–5, 7–6

### Doppio
Ellis Ferreira /  Richard Schmidt hanno battuto in finale  Marten Renström /  Christian Ruud con il punteggio di 4–6, 6–1, 6–4